# Ninia franciscoi
Ninia franciscoi (сімланська кавова змія) — вид змій родини полозових (Colubridae). Ендемік Тринідаду і Тобаго. Описаний у 2014 році.

## Поширення і екологія
Сімланські кавові змії відомі за типовим зразком, зібраним у долині Вердент в горах Північного хребта на півночі острова Тринідад, на висоті 240 м над рівнем моря. Вони живуть у напіввічнозелених листяних лісах, серед опалого листя.